# Асоціація однодумців
«Доші Сейша» (яп. 同志政社) або «Асоціація однодумців» - японська політична партія що діяла в Японській імперії.        

## Історія
Японська політична партія «Асоціація однодумців» було засновано у грудні 1892 року 14 депутатами парламенту Японської імперії, які вирішили покинули свою попередню партію «Ліберальну партію» після того, як їх лідеру Хоші Тору було оголошено імпічмент у зв'язку зі звинуваченнями у корупції. Спочатку новостворена політична партія мала назву «Клуб Доші» (同志倶楽部), але після того, як вона стала політичною асоціацією, вона була перейменована у «Доші Сейша» або «Асоціація однодумців» .
Нова політична партія «Асоціація однодумців» отримала 18 місць в парламенті Японської імперія після проведення виборів у березні 1894 року. У травні того ж року «Асоціація однодумців» об'єдналася з іншою японською політичною партією  «Союз Асоціацій», тим самим вони утворили «Партія Конституційних Інновацій».

## Результати виборів
| Вибори             | Лідер | Місця в парламенті Японської імперії | Статус   |
| ------------------ | ----- | ------------------------------------ | -------- |
| Березень 1894 року |       | 24 / 300                             | Опозиція |